# Битка при Нова Загора
Битката при Нова Загора е между Предния руски отряд и Новозагорския османски гарнизон по време на Руско-турската война (1877 – 1878). Част е от руските усилия да не се допусне преминаването на Централната османска армия през проходите в Източна Стара Планина и съединяването ѝ с османските сили в четириъгълника. Води се едновременно с битката при Стара Загора и при Джуранли.

## Оперативна обстановка
По преценка на руското командване завземането на град Нова Загора придобива значение за развоя на военните действия в Южна България през лятото на 1877 г. Пресича се пътят на Централната османска армия с командир Сюлейман паша за съединяване с Източнодунавската османска армия през проходите в Източна Стара планина; заема се флангова позиция спрямо евентуално османско настъпление срещу Шипченския проход; разгромява се втората по численост противникова групировка в Южна България – Новозагорския османски гарнизон.
В надвечерието на битката османските сили в Нова Загора с командир Реуф паша са 15 табора, 1 ескадрон, 4 батареи и 400 конни черкези. На 17/29 юли Реуф паша изпълнява заповедта на Сюлейман паша и с основните си сили напуска града, за да се съедини с Централната османска армия и да участва в битката при Стара Загора. В Нова Загора остават 3 табора и черкезка конница.

## Битката на 18/30 юли
На 17/29 юли части на Предния отряд с командир генерал-лейтенант Йосиф Гурко настъпват към града, разделени на 3 колони. Дясната колона с командир херцог Николай Лайхтенбергски от 4 опълченски дружини, 14 ескадрона и 12 оръдия води бой при село Карабунар с колоната на Реуф паша и след свечеряването нощува в село Дълбоки. На следващия ден, 18/30 юли, кавалерията отново влиза в бой, а пехотата е върната в Стара Загора.
Средната колона с командир генерал-майор Адам Цвецински, с която се движи и генерал-лейтенант Йосиф Гурко, настъпва към село Долно Чанакчии.
Лявата колона с командир генерал-майор Игнатий Борейша настъпва към село Баня и около 9 ч. на 18/30 юли достига до село Кортен. Развръща се в боен ред и атакува Нова Загора.
Противниковите сили подпалват града, отбраняват жп гарата и южната покрайнина. По време на боя пристига средната колона и в 11:35 часа генерал-лейтенант Йосиф Гурко заповядва обща атака. Руските части пробиват противниковите укрепления. Казашките части с флангови удар превръщат османското отстъпление в бягство и руските сили заемат града. Преследването на противника продължава повече от 4 км.